# Mark Pavelich
Mark Thomas Pavelich (5. června 1958, Eveleth, Minnesota, USA – 4. března 2021, Sauk Centre) byl americký hokejový útočník, který odehrál 355 utkání v NHL.

## Reprezentace
Byl členem reprezentačního výběru pro olympijský turnaj v Lake Placid 1980. V rámci přípravy, která probíhala po celý úvod sezony 1979/80, odehrál 53 utkání ve kterých si připsal 45 bodů (15 branek a 30 asistencí). Na samotném turnaji Američané získali zlaté medaile, hlavně díky šokujícímu vítězství nad SSSR (Zázrak na ledě).
Reprezentoval i na mistrovství světa 1981 ve Švédsku (5. místo).

### Reprezentační statistiky
| 1980 | USA | OH | 7 | 1 | 6 | 7 | 2 |
| 1981 | USA | MS | 8 | 2 | 3 | 6 | 4 |

## Kariéra
V rodném Evelethu hrál do roku 1976 středoškolskou ligu. V letech 1976–79 nastupoval za celek univerzity Minnesota-Duluth. Po sezoně 1979/80 strávené v olympijském výběru (viz výše) odehrál následující ročník ve druhé švýcarské lize za HC Lugano.
Od roku 1981 hájil barvy klubu NHL New York Rangers, za který odehrál pět sezon. Největší utkání ve své kariéře v NHL odehrál 23.2.1983 v domácí Madison Square Garden, když nastřílel pět branek do sítě Hartford Whalers. V říjnu 1986 byl vyměněn za druhou volbu v draftu 1988 do Minnesota North Stars. Za Minnesotu však odehrál pouze 12 utkání, v sezoně stihl ještě jeden zápas v britské lize za Dundee Rockets. V letech 1987–89 oblékal dres HC Bolzano, klubu italské ligy. Na jaře 1988 vypomohl v závěru druhé švýcarské ligy klubu Zürcher SC. V Bolzanu v roce 1989 skončil s hokejem.
V září 1991 se rozhodl k návratu, když podepsal smlouvu s nováčkem NHL San Jose Sharks. Při premiérovém utkání Žraloků 4. října 1991 na ledě Vancouver Canucks přihrál na historicky první branku klubu. Nastoupil ještě druhý den proti stejnému soupeři na domácím ledě, což byl nakonec jeho poslední zápas v kariéře.

## Klubové statistiky
| Sezona     | Klub                   | Soutěž     | Základní část | Základní část | Základní část | Základní část | Základní část | Play off | Play off | Play off | Play off | Play off |
| Sezona     | Klub                   | Soutěž     | Z             | G             | A             | B             | TM            | Z        | G        | A        | B        | TM       |
| ---------- | ---------------------- | ---------- | ------------- | ------------- | ------------- | ------------- | ------------- | -------- | -------- | -------- | -------- | -------- |
| 1976/77    | U. of Minnesota-Duluth | NCAA       | 37            | 12            | 7             | 19            | 8             | —        | —        | —        | —        | —        |
| 1977/78    | U. of Minnesota-Duluth | NCAA       | 36            | 14            | 30            | 44            | 44            | —        | —        | —        | —        | —        |
| 1978/79    | U. of Minnesota-Duluth | NCAA       | 37            | 31            | 48            | 79            | 52            | —        | —        | —        | —        | —        |
| 1980/81    | HC Lugano              | SWI2       | 28            | 24            | 25            | 49            | —             | —        | —        | —        | —        | —        |
| 1981/82    | New York Rangers       | NHL        | 79            | 33            | 43            | 76            | 67            | 6        | 1        | 5        | 6        | 0        |
| 1982/83    | New York Rangers       | NHL        | 78            | 37            | 38            | 75            | 52            | 9        | 4        | 5        | 9        | 12       |
| 1983/84    | New York Rangers       | NHL        | 77            | 29            | 53            | 82            | 96            | 5        | 2        | 4        | 6        | 0        |
| 1984/85    | New York Rangers       | NHL        | 48            | 14            | 31            | 45            | 29            | 3        | 0        | 3        | 3        | 2        |
| 1985/86    | New York Rangers       | NHL        | 59            | 20            | 20            | 40            | 82            | —        | —        | —        | —        | —        |
| 1986/87    | Minnesota North Stars  | NHL        | 12            | 4             | 6             | 10            | 10            | —        | —        | —        | —        | —        |
|            | Dundee Rockets         | GBR        | 1             | 0             | 2             | 2             | 0             | —        | —        | —        | —        | —        |
| 1987/88    | Zürcher SC             | SWI2       | 2             | 1             | 2             | 3             | 2             | 3        | 3        | 0        | 3        | 10       |
|            | HC Bolzano             | ITA        | 36            | 31            | 44            | 75            | 19            | 8        | 9        | 13       | 22       | 8        |
| 1988/89    | HC Bolzano             | ITA        | 44            | 23            | 34            | 57            | 42            | —        | —        | —        | —        | —        |
| 1989/90    | nehrál                 | —          | —             | —             | —             | —             | —             | —        | —        | —        | —        | —        |
| 1990/91    | nehrál                 | —          | —             | —             | —             | —             | —             | —        | —        | —        | —        | —        |
| 1991/92    | San Jose Sharks        | NHL        | 2             | 0             | 1             | 1             | 4             | —        | —        | —        | —        | —        |
| NHL celkem | NHL celkem             | NHL celkem | 355           | 137           | 192           | 329           | 340           | 23       | 7        | 17       | 24       | 14       |

## Zajímavosti
- O olympijském triumfu v Lake Placid 1980 byly natočeny dva filmy, v roce 1981 hrál Paveliche Jack Blessing a v roce 2004 Chris Koch.
- v roce 2014 prodal svojí medaili z Lake Placid, již v roce 2010 udělal totéž Mark Wells.[3]
- jeho příjmení ukazuje na chorvatský původ.

## Smrt
Zemřel 5. března 2021 v léčebném centru, kde se léčil s psychickými potížemi poté, co napadl o rok dříve svého souseda. Příčina úmrtí zatím není známá.